# Emirate
Emirate (tiếng Ả Rập: إمارة imārah) là một lãnh thổ thuộc quyền thống trị của một Emir, có thể gọi là một tiểu vương quốc, hay công quốc Hồi giáo. Trong lịch sử một Emirate là một tỉnh, một vùng được một hoàng tử, một công tước quản lý. Ngày nay cũng có Emirates, là những quốc gia có chủ quyền. Một vùng của Ả Rập Xê Út, mà được một Emir cai trị, cũng được gọi là Emirate. Trong tiếng Ả Rập, thuật ngữ này thường dùng để chỉ một phần của đất nước, mà thuộc quyền kiểm soát của giai cấp thống trị.